# Junko Takeuchi
Pour les articles homonymes, voir Takeuchi.
Junko Takeuchi (竹内 順子, Takeuchi Junko), née le 5 avril 1972 dans la préfecture de Saitama (Japon), est une seiyū.

## Rôles notables
- Endou Mamoru (Mark Evans) dans Inazuma Eleven
- Gomamon et Takuya Kanbara dans Digimon
- Naruto Uzumaki et Akamaru dans Naruto
- Naruto Uzumaki dans Boruto: Naruto Next Generations
- Mokuba Kaiba dans Yu-Gi-Oh!
- Gon Freecs dans Hunter x Hunter
- Taranee dans W.I.T.C.H.
- Noel dans Claymore
- Ted et Mars dans Konjiki no Gash Bell Zatch Bell
- Lambo bébé dans Reborn!
- Shirou Takaouji dans Ouran high school host club
- Kuromi dans Onegai My Melody
- Megumi dans Princess Princess
- Dieter dans Monster
- Sabo (Enfant) dans One Piece
- Jeune Chapra dans Bouddha - Le Grand Départ (Tezuka Osamu no Buddha - Akai Sabaku yo! Utsukushiku)
- Red dans Pokémon : Les Origines
- Gumball dans Le Monde incroyable de Gumball

- Rin Natsuki/Cure rouge dans Yes! PreCure 5
- Rin Natsuki/Cure rouge dans Yes! PreCure 5 GoGo[1]
- Lugh et Louise dans Fire Emblem Heroes
- Jimmy Donaldson alias "MrBeast" sur la chaîne youtube de MrBeast
- Ajaw (compagnon de Kinich) dans Genshin Impact

## Autre
Junko Takeuchi était présente à Japan Expo le 5 juillet 2009 pour la présentation du 3e film de Naruto Shippûden.
Elle a à nouveau été présente à Japan Expo en tant qu'invité en juillet 2013.